# Łapy
Łapy è un comune urbano-rurale polacco del distretto di Białystok, nel voivodato della Podlachia.
Ricopre una superficie di 127,57 km² e nel 2004 contava 23 180 abitanti.